# Ebba Eriksdotter (Vasa)

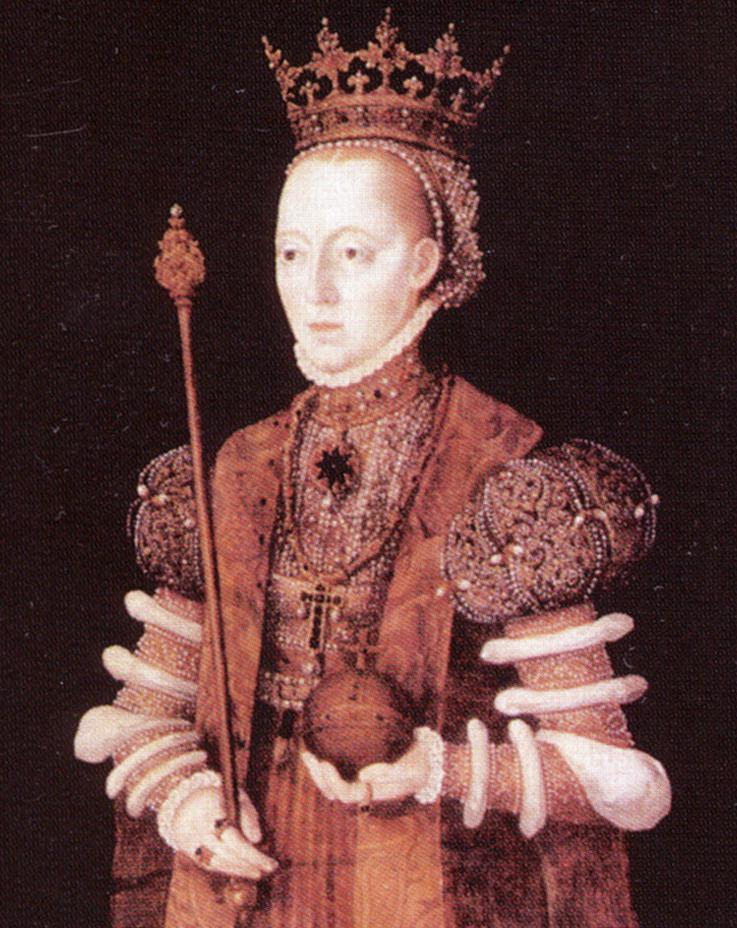
Drottning Margareta, andra gemål till kung Gustav I

Ebba Eriksdotter (Vasa), född omkring 1490, död 22 november 1549 i Vreta kloster, Östergötland, var en svensk adelskvinna och kung Gustav Vasas syssling samt andra svärmor, såsom mor till drottning Margareta Eriksdotter (Leijonhufvud).

## Biografi
Ebba föddes som yngsta dotter till riksrådet tillika hövitsmannen Erik Karlsson (Vasa) och Anna Karlsdotter (Vinstorpaätten) samt var syster till Margareta von Melen. Hon gifte sig 18 januari 1512 i Söderköping, Sankt Laurentii, Östergötland, med riddaren och riksrådet Erik Abrahamsson (Leijonhufvud). 
Hon blev änka då maken avrättades vid Stockholms blodbad 1520. Under blodbadet befann sig Ebba och hennes barn som gäster under Västerås klosters beskydd på önskan av maken, som hade skickat dem dit för deras säkerhets skull. Ebba fick behålla makens egendomar trots att han hade avrättats, vilket antagligen berodde på den allmänna instabiliteten i Sverige just då. Hon bosatte sig sedan på Lo slott, som låg på ön Loholmen i sjön Anten intill Gräfsnäs i nuvarande Alingsås kommun i Västergötland. Familjens andra sätesgård var Ekeberg vid Hjälmaren i Närke. 
Ebba Eriksdotter deltog inte i sin systers och svågers stämpling med Kristina Gyllenstierna och Sören Norby  mot kungen 1525 och mottog som tack för sin lojalitet sin systers och svågers konfiskerade svenska gods. Under 1520-talet var hon liksom sin mor inblandad i flera godstvister med riksråd men gynnades av kungen, fick rätten att behålla kungligt saköre (böter som annars tillföll kronan) och utförde som änka och adligt familjeöverhuvud rusttjänstskyldighet och bekostade till exempel sex beridna ryttare 1531. Som kungens syssling tillhörde hon troligen de av "rikets främsta herrar och fruar" som i september 1531 åtföljde kungens syster och svåger för att eskortera kungens brud Katarina av Sachsen-Lauenburg till Sverige, och närvarade vid bröllopet i Stockholm. Hennes dotter Brita gifte sig snart därefter med kungens hovman i ett bröllop där kungaparet stod värd.

### Kungens svärmor
I oktober 1536 gifte sig Ebbas dotter Margareta med kung Gustav Vasa, och Ebba blev därmed svärmor till sin syssling kungen, som därefter kallade henne "käre Moder" och tycks ha haft en god relation till henne. Som kungens svärmor åtnjöt både Ebba och hennes övriga familj flera fördelar. Hon och hennes mor mottog förläningar och rätten att ta upp en del av skatten från underlydande bönder. Hon kunde med kungens stöd dra nytta av reformen 1527 som tillät privatpersoner att återta gods som deras förfäder hade donerat till kyrkan, och flera gods som tidigare hade donerats av hennes släkt till kyrkan kunde införas under hennes personliga ägorätt. Kungen hjälpte henne i en ägorättstvist med Kristian II av Danmark då hennes fogde hade lagt beslag på gårdar tillhörig en dansk, och ståthållaren på Varbergs slott: kungen hävdade då att "vår käre hustrurs moder, ärlig, välbördig kvinna fru Ebba" handlade i enlighet med svensk lag. Ebba ska ha utövat en hel del inflytande vid hovet under sin dotters första år som drottning. I februari 1537 utfärdade kungen en benådning "för vår hjärtans käraste husfrugis, och hennes käraste moders flitige förböners skull". Hon fick en del uppgifter av kungen, som då kungen bad henne att undersöka om klagomålen att fogden i Alvastar och Skänninge kloster var olämplig för sin befattning var korrekta. Under Dackefejden ombads hon också att övervaka sin frånvarande son Stens fogdar för att förhindra att de begick övergrepp mot bönderna, vilket kunde få dessa att ansluta sig till Dacke.
I egenskap av monarkens svärmor fick hon liksom hennes familj och släkt en del ceremoniella uppgifter, och hon noteras ofta som närvarande i hovlivet. Vid barnbarnet prinsessan Cecilias dop gick hon i procession strax efter sin dotter drottning Margareta, som ledsagades av hennes son Abraham och hennes svärson Gustav, eskorterad av två manliga medlemmar av adeln. Det är inte känt om Ebba någonsin fick någon formell hovtjänst, eftersom personallistorna bara är fragmentariskt bevarade från denna tid, men rumsfördelningen bekräftar att Ebba liksom Kristina Gyllenstierna i varje fall ofta befann sig vid hovet med sovrum nära drottning Margareta. Hon fick åtminstone tillfälligt ofta ansvaret för kungabarnen under Margaretas resor i landet: våren 1540 reste kungaparet till exempel till Älvsborg och lämnade kungabarnen i Ebbas vård på Örebro slott. Ebba ska ha varit den som ofta anlitades vid sådana tillfällen förutom Kristina Gyllenstierna och Margaretas kusin och namne "jungfru Margareta" samt trotjänaren Brigitta Lars Anderssons. 
Ebba förblev katolik hela sitt liv och drog sig så småningom tillbaka till Vreta kloster, som åtnjöt hennes beskydd under den pågående svenska reformationen; kungen gav klostret i gåva till henne bara någon vecka efter giftermålet med hennes dotter 1536. Här avled hon av pesten 1549.
Ebba är begravd i Linköpings domkyrka och med en egen gravtumba.

## Barn
1. Abraham (1512- 1556)
2. Birgitta  (1514 - 1572)
3. Margareta (1516 - 1551), som Gustav Vasas andra gemål, drottning av Sverige 1536–1551
4. Anna (1517-1540)
5. Sten (1518 - 1568)
6. Märta  (1520 - 1584)